# Lars-Gunnar Carlstrand
Lars-Gunnar "L-G" Carlstrand, född 29 augusti 1973 i Göteborg, är en svensk före detta fotbollsspelare (anfallare). Han slog igenom i Västra Frölunda IF i början av 1990-talet, men spelade även för IF Elfsborg och Gais och var dessutom en kort tid utlandsproffs i Leicester City och Strømsgodset IF.

## Biografi
Carlstrand inledde sin fotbollskarriär i Västra Frölunda IF, som efter att sensationellt ha slagit ut Helsingborgs IF i ett dramatiskt kvalmöte spelade i allsvenskan 1992. Carlstrand stannade i Frölunda även sedan man åkt ur högsta serien 1995, och sedan han i högsta grad varit delaktig i att ta klubben upp i allsvenskan igen efter två år i division I uppvaktades han och lagkamraten Tomas Rosenkvist av skotska St. Johnstone FC. Carlstrand tackade nej till skottarna och skrev i stället på för Leicester City FC i England. Han lämnade dock Leicester utan att ha spelat några tävlingsmatcher och gick därefter till norska Strømsgodset IF innan han inför allsvenskan 1999 återvände till Sverige och skrev på för IF Elfsborg. Efter tre allsvenska säsonger i Elfsborg, där han bland annat var med och vann svenska cupen 2001, fick han inget förnyat kontrakt med klubben, och han gick tillbaka till Frölunda, nu i Superettan. Totalt blev det 61 matcher (12 mål) för Carlstrand i Elfsborg.
I en höstmatch mot Enköpings SK i oktober 2002 skallade Carlstrand i en luftduell ihop med Fredrik Ulmstedt och fördes medvetslös till sjukhus. Han fick en allvarlig hjärnskakning och spelade inte mer under säsongen 2002. Under våren 2003 hade han sedan svårt att platsa i Frölunda, och i augusti lånades han ut till Gais i division II. Han blev kvar i Gais i ett och ett halvt år, innan han på grund av skadeproblem avslutade karriären efter säsongen 2004. Sin sista säsong, i Superettan 2004, spelade han 9 matcher och gjorde 2 mål för Gais.
Carlstrand spelade fyra U17-landskamper och tre U21-landskamper för Sverige.

## Privatliv
Carlstrand är son till Gunnar Carlstrand (1928–1974), som även han representerade Gais på fotbollsplanen och dessutom Västra Frölunda både i ishockey och bandy. Hans egen son, Linus Carlstrand (född 2004), spelar också fotboll.